# Оноприенко, Анатолий Юрьевич
Анато́лий Ю́рьевич Оноприе́нко (укр. Анатолій Юрійович Онопрієнко; 25 июля 1959, с. Ласки, Житомирская область — 27 августа 2013, Житомир) — советский и украинский серийный и массовый убийца.
В период с 1989 по 1996 год убил 52 человека: 9 жертв с 14 июня по 16 августа 1989 года и 43 жертвы с 5 октября 1995 по 22 марта 1996 года — по жестокости он, по мнению некоторых источников, является одним из самых жестоких советских маньяков, сравнимым с Андреем Чикатило. В то же время вопрос о точных мотивах Оноприенко остаётся без ответа. Преступления Анатолия Оноприенко привели к ожесточённым спорам о целесообразности смертной казни на Украине.

## Ранняя биография

### Детство
Анатолий Оноприенко родился 25 июля 1959 года в селе Ласки Житомирской области. Украинец. Он был вторым ребёнком в семье (первым был его брат Валентин, 1946 года рождения). Их отец Юрий Оноприенко в 14 лет ушёл воевать на фронт, где получил звание сержанта и воинские награды. После войны он работал кочегаром, шофёром, пытался работать в торговле. Был дважды судим за незначительные преступления. Позже Юрий Оноприенко женился на женщине, работавшей дояркой и свинаркой в колхозе. Она родила ему двух сыновей. Юрий был алкоголиком и жестоко обращался с детьми. Когда Анатолию был 1 год, отец оставил семью и ушёл к другой женщине, которая позже родила ему сына.
Когда Анатолию было 3 года, 15 сентября 1962 года умерла его мать от сердечной недостаточности. Маленького Толю воспитывали бабушка и тётя, о которых тот до конца жизни будет отзываться с теплотой.
Проблем с воспитанием Анатолия становилось всё больше. Отец не взял Анатолия к себе. Брат очень рано женился и воспитывал 3 детей. Он с женой работал учителем в школе и получал маленькую зарплату, которая вся уходила в семью. Было решено отдать Анатолия в детдом. Это событие очень обидело маленького Анатолия. Позже из-за отсутствия семьи при живом отце и брате Анатолия часто дразнили обидными словами, что он запомнил на всю жизнь. Его часто избивали те, кто постарше. Он несколько раз сбегал из детдома в родное село, но его всегда ловили и возвращали обратно. Единственным, кто его навещал, была бабушка, чью смерть он будет переживать особенно тяжело. Сам он так отзывался о своём периоде в детдоме:
Детдом дал мне большую закалку. Жизнь в нём не отличалась от тюрьмы или армии. Наш детский дом тоже был огорожен, выходить за забор запрещалось. Когда я был маленьким, не понимал, что это тюрьма, думал, что это школа. Строгость была. Очень много было переростков, лет по 19. Что они с нами делали!…
Уже в детдоме он начал бить своих сверстников и колол их острыми предметами. Много воровал, в основном мелкие вещи. Он часто прогуливал уроки и убегал в лес, где любил разводить костры. Анатолий обожал огонь. Несмотря на насилие, взрослея, Анатолий получил определённый авторитет в детдоме. У него были друзья, которых он очень любил, и позже жалел, что расстался с ними после детдома.
После детдома в 1976 году он приехал к отцу, который уже жил с третьей женой. Он попытался помириться с ним. Втроём они торговали овощами. Впрочем, жили они вместе недолго: у них в семье произошёл конфликт из-за денег и Анатолий уехал. В 1983 году Анатолий на своей собственной машине в последний раз приехал к отцу. Он хотел примириться с ним и даже в знак дружбы подарить ему свою машину. Но Юрий Оноприенко боялся мести со стороны сына и притворился больным, чтобы с ним не общаться. Анатолий уехал и больше никогда не видел отца.

### Юность
По окончании 8 классов в детдоме Анатолий поступил в Малинский лесной техникум. Учился плохо, постоянно дрался и пьянствовал, совершал кражи. После 2 курса попадает в армию, где его периодически избивают, а после армии поступает в мореходное училище, где начинает активно заниматься спортом, в том числе и каратэ. При этом Анатолий жил неплохо: много зарабатывал, пользовался популярностью у девушек, будучи матросом, объехал весь мир. В ходе поездок он сильно завидовал людям на Западе, жившим богаче, чем граждане СССР. Оноприенко вступил в КПСС. Занимался воровством и контрабандой, но ни разу не был уличён в этом. В 1986 году из-за конфликта с начальством навсегда покинул мореходство.
Оноприенко стал работать пожарным, имел положительные характеристики, рос по званию, вступил в «Общество охотников и рыболовов», купил охотничье ружьё. Осенью 1989 года Оноприенко неожиданно бросил семью и, взяв все семейные сбережения, уехал в неизвестном направлении. Он не давал знать о себе 6 лет.

## Первая серия убийств
Незадолго до серии убийств Оноприенко стал свидетелем неприятной для него сцены. Он встречался с девушкой, а потом застал её занимающейся сексом вместе со своим близким другом. Завязалась драка, в ходе которой друг Оноприенко сильно избил его, ограбил, а затем скрылся. Оноприенко сильно ценил дружбу и подобного предательства простить не мог.
В начале 1989 года в городе Днепрорудном Запорожской области Анатолий Оноприенко познакомился с Сергеем Рогозиным (род. 16 июля 1962 года). Рогозин был профессиональным военным, прошедшим службу в Афганистане, имел ряд наград и возглавлял городской совет воинов-интернационалистов. Рогозин был женат, у него была маленькая дочь, сам он работал в колхозе. Оноприенко и Рогозин подружились. Вместе они занимались бизнесом и торговлей. Позже Оноприенко так отзовётся о друге:
У нас были нормальные дружеские отношения. С его бывшей сожительницей Ирой я дружен до сих пор. Я его знаю как человека физически развитого, скрытного, нежадного, добродушного.
Рогозин впал в психологическую зависимость от Оноприенко. Анатолий убедил его заняться преступным бизнесом. Он предложил грабить людей, которые ночью заснули прямо на дороге в своих машинах. Наиболее сложные моменты Оноприенко пообещал взять на себя; Рогозин согласился.
Первое убийство Оноприенко совершил 14 июня 1989 года. В тот день они с Рогозиным на машине возвращались из Новгородской области, где торговали черешней. Сидевший за рулём Оноприенко предложил другу совершить ограбление какой-нибудь машины. Рогозин колебался, но согласился. Ночью на трассе в Синельниковском районе Оноприенко заметил «Жигули» с прицепом. Люди в нём спали (свет в машине был выключен). Оноприенко, который был вооружён «Винчестером», дал указания Рогозину: тот должен был медленно ездить по дороге, пока Анатолий не даст ему сигнал. В случае успеха Рогозин должен был подъехать к нему, а в случае, если пострадал бы сам Оноприенко, напарник должен был скрыться.
Оноприенко с оружием в руке подошёл к «Жигулям», где спали Олег Мельник и его жена (оба 1958 года рождения). Оноприенко застрелил спящего Мельника, потом заставил его жену выйти из машины и пойти в сторону леса. Женщина вышла, но стала при этом кричать и звать на помощь, в результате чего преступник застрелил и её. Оноприенко вытащил из машины все ценные предметы. Трупы спрятал за лесополосой, засыпав их землёй и ветками. Оноприенко приказал Рогозину ехать за ним, после чего сел за руль ограбленных «Жигулей», далеко увёз этот автомобиль и затем сжёг его. Рогозин догадался, что произошло убийство, но Оноприенко намекнул ему, что в случае обращения в милицию он убьёт его жену и дочь. Позже награбленное было продано.
16 июля 1989 года Оноприенко с соучастником при схожих обстоятельствах убил ещё одну супружескую пару. Машина убитых была сожжена. Выручка, которая досталась преступникам, была очень большой — супруги везли с собой ценные предметы и большие деньги. Тела были сожжены. Рогозин сильно нервничал из-за убийств, Оноприенко же относился к происходящему очень спокойно. В августе 1989 года Оноприенко с Рогозиным поехали в Одессу. Анатолий обманул соучастника, сказав, что они едут продавать награбленное; на самом деле он планировал совершить новое ограбление. 16 августа 1989 года Оноприенко ограбил машину, убив при этом семью из пяти человек, находившуюся в ней. Сам Оноприенко через много лет на допросе расскажет, что не хотел убивать, но глава семьи стал сопротивляться, и тот застрелил его, а потом решил не оставлять свидетелей. При этом убийство пятерых человек принесло очень небольшой доход. Оноприенко начал сжигать трупы, но перед поджогом он увидел, что одна из жертв, молодая девушка, ещё жива. Чтобы добить её, он нанёс ей несколько ударов в спину охотничьим ножом.

### Отъезд в Германию
В тот же день Оноприенко едва не поймали. Машина, на которой ехал Оноприенко, выглядела подозрительно, чем и привлекла внимание сотрудников ГАИ, которые поехали за ним, приказывая остановиться. Оноприенко увеличил скорость. Началась погоня, но преступнику удалось скрыться, после чего он сжёг машину (по другим данным его догнали, но Оноприенко откупился, дав милиционеру взятку в 8 рублей). После у милиции появились первые зацепки — описания внешности и машины Оноприенко, но на него самого не пало даже малейших подозрений. Сам же Оноприенко довольно тяжело перенёс последнее убийство. Он боялся, что его самого убьют и ограбят, так же, как и он это делал со своими жертвами. Кроме того, у него была некоторая жалость к жертвам. Оноприенко даже подумывал о самоубийстве. Правда, спустя девять лет он признался, что потом перестал жалеть о содеянном, что получил удовольствие от убийств и, не задумываясь, повторил бы то же самое опять.
Спустя месяц после произошедших с ним событий Оноприенко отправился путешествовать по Европе. Он объездил много стран, пользуясь поддельными документами. Его несколько раз депортировали обратно на Украину за нелегальное проживание, но Оноприенко сразу же возвращался за границу опять при помощи поддельных документов. Он осел в Германии, где подрабатывал озеленителем, посудомойщиком и поваром. Он попросил политического убежища в Германии, но ему было отказано.
Оноприенко занимался воровством в Германии (он полагал, что если попадёт в немецкую тюрьму, то получит гражданство). Он поехал в Вену, где недолго сидел в тюрьме за ограбление магазина. После окончания срока Оноприенко вернулся в Германию, где он продолжал красть и грабить. В конце концов Анатолия поймали и посадили в тюрьму, но с вопросом немецкого гражданства это ему не помогло. В тюрьме Оноприенко подвергался сильнейшим побоям. Там он решил, что по прошествии определённого времени он совершит на территории Германии 300 убийств. В тюрьме Оноприенко провёл месяц, после чего было принято решение отправить его в психиатрическую больницу. Он бежал из больницы, примкнув к мормонам. Оноприенко прожил в нелегальной эмиграции около четырёх лет, пока весной 1994 года его окончательно не депортировали из Германии на Украину.

## Вторая серия убийств
На тот момент на Украине царили бедность, безработица и криминал. Оноприенко был без денег, и в такой обстановке у него случился сильнейший психологический стресс. Кроме того, он боялся, что его арестуют за совершённые им убийства. 31 мая 1994 года Оноприенко был арестован на железнодорожном вокзале в Киеве. Он никому не угрожал, но вёл себя очень неадекватно. Под арестом Оноприенко понял, что его даже не подозревают в девяти убийствах. Оноприенко был направлен в городскую психиатрическую больницу им. Павлова. Несколько раз он сбегал из больницы, но его возвращали. Один раз при побеге ему удалось ограбить квартиру пожилой женщины. В психбольнице Оноприенко пробыл три с половиной месяца и был выписан с диагнозом «параноидная шизофрения».
Выписавшись, Оноприенко опять поехал в Германию и снова нелегально. Там он провёл год, бродяжничая и зарабатывая подёнщиной, по итогу был вновь депортирован на Украину. Денег и жилья у Анатолия не было, и он поехал в Народичи Житомирской области, где жил его брат Валентин. Валентин был рад встрече с братом и разрешил ему жить у него дома. Многие родственники к тому времени думали, что Анатолий умер.
Время шло, а Оноприенко не устраивался на работу. Это усложняло и так непростую ситуацию. За это время у Оноприенко развилась сильнейшая ненависть ко всем богатым жителям Украины и тем, кто живёт лучше него. Он постоянно думал о том, чтобы начать убивать. В октябре 1995 года он из дома знакомого охотника украл охотничье ружьё ТОЗ-34Р, нож, патронташ и спецодежду. Из ружья он сделал обрез, чтобы им удобнее было пользоваться и везде носить с собой.
В конце октября 1995 года Оноприенко вновь стал убивать. С октября по декабрь 1995 года он убил 7 человек. При этом маньяк вёл себя самоуверенно, никуда не торопился и с мест преступлений уходил через несколько часов. Так началась вторая серия убийств. К тому времени он уже не жил у брата — 4 ноября 1995 года Анатолий уехал от него. Вскоре убийства стали для Оноприенко обычным делом. С небольшими промежутками времени он шёл грабить и убивать. Как правило, он убивал сразу по несколько человек, после чего брал их имущество. Во время одного из таких ограблений Оноприенко убил пса, который стал лаять на незнакомца. Во время другого ограбления он убил семью из четырёх человек, включая 3-месячного младенца. Спустя много лет Оноприенко объяснил, что убивал детей, чтобы те не оставались сиротами. Кроме того, иногда Оноприенко насиловал своих жертв, как пример — имел место один эпизод полового акта с трупом убитой женщины. Ночью 17 января 1996 года в селе Братковичи Львовской области он убил сразу семерых человек — семью из 5 человек и 2 случайных жертв. В общей сложности Оноприенко совершил в Братковичах 12 убийств.
Последнее убийство Оноприенко совершил 22 марта 1996 года. Он убил супружескую пару, их маленькую дочь, а также глухую сестру убитой женщины. Жертв ограбил, а, уходя, убил ещё и собаку. Известно, что у милиции была возможность предотвратить преступление или хотя бы спасти кого-то из семьи, но этого сделано не было.

## Следствие
Изначально следствие рассматривало совершённые преступления по отдельности. После убийства семерых человек 17 января 1996 года следствие пришло к выводу, что все эпизоды групповых убийств, сопряжённых с ограблениями, связаны, и совершает их человек, действующий в одиночку. Дело о серии убийств было взято под контроль МВД Украины. По словам одного из свидетелей, который увидел Оноприенко в темноте, был составлен фоторобот.
Дело приобрело резонанс, а улик было мало и следствие буксовало. Сам же Оноприенко внимательно следил за следствием по своему делу, насколько это было возможно — читал всё, что пишут о его преступлениях и поисках. На территории всей Украины началась паника. В розыске Оноприенко участвовало несколько десятков тысяч сотрудников милиции, ещё столько было проверено подозреваемых. Один из следователей по делу Оноприенко так рассказывал об этом периоде:
Для меня лично это был очень тяжёлый период, как, впрочем, думаю, и для любого, кто стал бы во главе опергруппы, а впоследствии — и оперативного штаба. Ведь тогда никто не рвался возглавить эту группу. Все понимали, что ситуация непростая: можно высоко подняться, но можно и очень легко „загреметь“. У меня в ту пору были рабочие, но весьма жёсткие отношения с министром. Он сказал: не раскроешь — уйдёшь. Да я и сам это понимал, и дал слово уйти, если не поймаем маньяка. Так, думаю, и должно быть, ведь надо же кому-то в любой ситуации персонально отвечать… Но переживания — это одно, а дело — другое
Работники милиции допустили ряд грубых промахов, совершив при этом должностные преступления. Одно из дел о двойном убийстве сначала списали на несчастный случай. Позже в этом же убийстве пытались обвинить невиновного, который скончался от пыток во время допроса. По делу Оноприенко неоднократно арестовывали невиновных, но их алиби, как правило, очень быстро подтверждалось. Были и другие ошибки. По факту покушения на убийство одной из жертв Оноприенко (это был единственный случай, когда потерпевший остался жив после встречи с маньяком), поначалу вообще отказывались возбуждать уголовное дело. Оноприенко несколько раз удавалось ловко уходить из милицейских ловушек, хотя почти на всех дорогах были расставлены посты; происходило это в основном из-за милицейской халатности. Оноприенко трижды арестовывали, но почти сразу отпускали, так как он легко убеждал следователей в своей законопослушности.

### Арест
14 апреля 1996 года Анатолий Оноприенко был арестован в городе Яворове Львовской области. Арест произошёл на квартире его сожительницы Анны Козак. Против Оноприенко были определённые косвенные улики, которые и привели к его аресту. По одним данным, Оноприенко выдал милиции его сводный брат Пётр, по другим, его сожительница Анна (последняя версия очень сомнительна). При аресте Оноприенко не сопротивлялся. В квартире был проведён обыск, в результате которого были найдены многочисленные улики, которые доказывали причастность Оноприенко к убийствам.
Оноприенко был направлен на допрос, где ему было предъявлено обвинение в 40 убийствах. Следователь Богдан Тесля, проводивший опрос, так рассказывает о происходящем:
Сначала он категорически отрицал какую-либо причастность к совершению убийств, придерживался одной версии: что он проживает в Яворове у своих знакомых, часто ездит за границу, а все найденные в квартире вещи были им куплены. Но на протяжении продолжительной беседы он часто путался, также была отмечена одна деталь: где бы он ни был, родился, работал, бывал в гостях, именно там были совершены убийства.
Однако позже, когда следствие на личный контроль взял начальник управления уголовного розыска Киева — Виталий Ярема, Оноприенко сознался во всех убийствах, в том числе рассказал и о тех преступлениях, в которых его не подозревали. Всего было выявлено 52 эпизода убийств. Следствие шло долго и активно: Оноприенко вывозили на следственные эксперименты, проводили многочисленные обыски, собирали улики. Всё это сопровождалось многочисленными сложностями. Следователи боялись, что местные жители могут убить Оноприенко, поэтому его вели под особо большой охраной, а иногда на него надевали бронежилет. В Братковичи его не повезли — был слишком большой риск народного самосуда. Однако сам Оноприенко вёл себя спокойно, с удовольствием рассказывал о своих преступлениях во всех подробностях. У него была отличная память, которая поражала следователей.
Впрочем, следствие прошло без эксцессов. Оноприенко вёл себя спокойно и вежливо, не пытался бежать, лишь изредка дразнил следователей. В камере он много читал, занимался медитацией и гимнастикой. Оноприенко утверждал, что владеет вещим даром, который передался ему от бабушки, бывшей гадалкой. С Оноприенко хорошо обращались — ввиду особой известности дела, почти все действия следствия наблюдались извне. Следствие длилось 2,5 года. За это время никто ни разу не навестил Оноприенко. Его навещали лишь адвокаты — всего их у маньяка было пять. Никто из них не занимался делом всерьёз, так как все знали, каков будет приговор суда. За две недели до суда адвокатом убийцы стал назначенный судом Руслан Иванович Мошковский. С ним у Оноприенко были довольно хорошие отношения, хоть на первых порах и возникали сложности. В тюрьме в обмен на мешки с продуктами преступник давал интервью газетам. Оноприенко оценивал свои условия проживания в тюрьме как неплохие и выразил готовность сидеть в ней и дальше.
Дело Оноприенко заняло 99 томов. На следствии он выдал Сергея Рогозина, своего сообщника по первой серии убийств. Рогозин был арестован. Сначала он отрицал свою причастность к убийствам. Сам Оноприенко позже сказал, что сожалеет о том, что предал друга. Он объяснил это так:
Милиция настаивала: у тебя должен быть сообщник. Им нужен был сообщник, нужна банда, потому что когда есть банда — я ещё нормален, вменяем. А когда одиночка — мне легче сделаться дурачком. Мне следователи сказали конкретно: ищи второго. А Рогозин сам мог пойти в милицию, раскаяться и рассказать, как было дело в 1989 году. Я проанализировал все варианты „за“ и „против“ и решил сам назвать его.
В отличие от Оноприенко, у Рогозина был специальный, профессиональный и высокооплачиваемый адвокат, чьи услуги оплатили родственники арестованного.

## Судебный процесс
Предстоящий суд вызвал большой эмоциональный накал в украинском обществе. 23 ноября 1998 года начался судебный процесс во Дворце правосудия в Житомире. Из-за опоздания адвоката Рогозина заседание началось на час позже. Оноприенко вёл себя спокойно, и с некоторой иронией отвечал на первые вопросы судьи. Рогозин наоборот, вёл себя вежливо и от происходящего сильно переживал.
Чтение обвинительного акта длилось три дня. Было также объявлено, что экспертиза показала, что Оноприенко вполне вменяем. В эти дни зал суда был переполнен, но вскоре желающих посмотреть суд становилось всё меньше. Оноприенко обвинили в убийстве, изнасилованиях, кражах, бандитизме и ещё ряде преступлений. Кроме того, по отношению к Оноприенко были заявлены гражданские иски за моральный ущерб на сумму 2 миллиона 380 тысяч гривен, 5 миллионов польских злотых, 1 тысячу долларов США и 300 тысяч российских рублей. На первых же порах Оноприенко признал вину, и всячески пытался выгородить Рогозина. Кроме того, Оноприенко потребовал заменить адвоката на «не моложе 50 лет, еврея или полуеврея по национальности, экономически независимого, с международной практикой». Но так как денег для этого у Оноприенко не было, суд отказал ему в ходатайстве. После этого Оноприенко отказался давать показания. Подсудимого держали под усиленной охраной.
Суд с небольшими перерывами продолжался. Некоторые свидетели боялись приходить в суд — они опасались, что Оноприенко сбежит из-под стражи и убьёт их. Процесс проходил в целом без инцидентов, но эмоций при этом было выражено много. Потерпевшие прямо в зале суда требовали казнить Оноприенко, многим было трудно себя сдерживать. Атмосфера накалялась, когда родственники жертв рассказывали об убийствах своих близких. Время от времени Оноприенко соглашался отвечать на вопросы, но его показания были очень смазанными, поверхностными и никак не могли повлиять на дело. Оноприенко отказывался лишь от обвинений в бандитизме, при этом охотно принимая вину в убийстве. Однако, порой он менял показания, отказываясь и вновь признаваясь в инкриминируемых ему убийствах. Преступник рассказывал, что хотел трупами людей нарисовать «крест на теле Украины». Вот что он рассказал об убийстве семьи Зайченко:
В Малин я поехал, чтобы нарисовать крест. Я говорил о нём раньше. Зачем я убил детей, не знаю. Женщина была ещё жива, она просила, чтобы не убивал, потому что у неё маленький ребёнок. Я взял на кухне нож и ударил несколько раз в шею и живот.
Несмотря на время от времени возникающие проблемы со свидетелями, суд был закончен 3 марта 1999 года. Прокурор попросил для Оноприенко наказания в виде смертной казни, а для Рогозина — 15 лет лишения свободы. Руслан Мошковский заявил, что в целом согласен с обвинением, но просит оправдать Оноприенко по обвинению в бандитизме. Адвокат Рогозина заявил, что его подзащитный — лишь невольный соучастник преступлений, и просил смягчить для него наказание. От последнего слова Оноприенко отказался. Рогозин же на последнем слове говорил около 40 минут. После этого суд ушёл на вынесение приговора.

## Приговор
Приговор по делу Оноприенко составляли 4 недели, без выходных. 1 апреля 1999 года судья в целом 12 часов зачитывал приговор (время от времени давая перерывы). К тому времени процесс Оноприенко уже утратил свой резонанс. В зале суда было очень немного потерпевших, хотя всех заранее предупредили о дате оглашения приговора. Большинство находящихся в зале были журналистами. Родственников Оноприенко не было, зато были сестра и жена Рогозина.
В тот же день чтение приговора было закончено. Суд приговорил Оноприенко Анатолия Юрьевича признать виновным по всем эпизодам преступления (в том числе и 52 убийствам) и назначить наказание в виде высшей меры наказания — смертной казни через расстрел. Рогозин был приговорён к 13 годам лишения свободы, были учтены многочисленные смягчающие обстоятельства: служба в Афганистане, наличие маленького ребёнка, сотрудничество со следствием. Суд обязал Оноприенко компенсировать моральный и материальный ущерб потерпевшим более 200 тысяч, а Рогозин — около 40 тысяч гривен. В качестве оплаты установленных судом сумм, у Оноприенко конфисковали дом, а у Рогозина машину. Часть украденных вещей, которые Оноприенко не успел продать, были возвращены хозяевам.
Приговор был встречен аплодисментами зрителей. Оноприенко во время чтения приговора показывал судье средний палец, дослушав приговор, начертил на своём лбу крест. Рогозин встретил приговор нервно. Адвокат Рогозина заявил, что обжалует приговор, так как считает его «слишком суровым». Адвокат Оноприенко заявил, что согласен с приговором, но при этом готов подать Верховному Суду и Президенту Украины ходатайство о помиловании.
Суд длился 4 месяца. На момент вынесения приговора Оноприенко исполнилось 39, Рогозину — 36 лет. Сам Оноприенко позже так прокомментирует приговор:
Люди сейчас не ценят жизнь, они по мелочам начинают выбрасывать какие-то свои националистические, шовинистические, фашистские такие вот всплески. А чтобы им мозги вставить, они должны видеть все эти ужасы сами: генералы должны видеть эти ужасы, политики, тогда им сразу перехочется драться…

### Дальнейшие события
Мошковский обжаловал приговор. Сам Оноприенко никаких ходатайств не подавал, так как утверждал, что хочет смерти себе. Правда, и отзывать кассационное заявление адвоката он тоже не стал. Обжаловал приговор и Рогозин. В конце августа 1999 года коллегия по уголовным делам Верховного суда Украины вынесла решение. С Оноприенко было снято несколько незначительных преступлений, но приговор оставался прежним, а Рогозину срок был снижен до 12 лет. Последнее, куда мог обратиться Оноприенко — это в Комиссию по помилованиям при президенте Украины.
Такое ходатайство было направлено. И Оноприенко повезло. Дело в том, что на Украине на тот момент была непростая политическая ситуация. Леонид Кучма готовился к президентским выборам. Страна готовилась вступить в Совет Европы. Требованием этой организации была полная отмена смертной казни на Украине. Исполнение приговора для Оноприенко затягивалось по политическим мотивам. Любой неосторожный шаг мог стоить Кучме политической карьеры. Сам же Кучма был сторонником казни для Оноприенко. Он выразился по этому поводу довольно конкретно:
Я не вижу другого наказания, кроме смертной казни. Я готов обращаться во все международные организации, потому что такие нелюди не должны быть на нашей земле.
Он попросил у Совета Европы разрешения сделать исключение для Оноприенко и позволить его казнить, но ему было отказано. В 2000 году Кучма подписал приказ о полной отмене смертной казни на территории Украины. Смертная казнь в отношении Анатолия Оноприенко была заменена пожизненным лишением свободы.

## Жизнь в тюрьме. Смерть
Жизнь Оноприенко в тюрьме проходила тихо. Он вёл себя нормально, ни с кем не конфликтовал. Он редко давал интервью, делал это неохотно. Некоторое время он переписывался с журналисткой из Москвы. Она присылала ему деньги и просила дать интервью. У них было даже что-то вроде романа в переписке, но потом он закончился. Интервью Оноприенко ей так и не дал.
Оноприенко сидел в «одиночке», там он провёл около 13 лет. В тюрьме его несколько раз пытались убить «блатные», но конвоиры каждый раз предотвращали это. Сам Оноприенко ни на что не жаловался. Он много читал, преимущественно фантастику. В тюрьме он начал курить. Согласно его собственному признанию, надеялся однажды выйти и убивать снова. В 2000 году в украинских СМИ появилась ошибочная информация о смерти Оноприенко. За время отсидки никто из его семьи или друзей ни разу не навестил его. На его карточке, прикреплённой к двери его камеры, было написано, что Оноприенко склонен к самоубийству, побегу и нападению. Оноприенко вёл себя дисциплинированно, но иногда по ночам выл, что приводило в ужас людей, находившихся рядом. Работать он отказался. Всё время читал, кроме того, у него в камере был телевизор. Заявлял, что к нему во сне часто является Анатолий Кашпировский и рассказывает о жизни на свободе. В одном интервью Оноприенко заявил:
Осудить легче всего. Другие считают, что я убийца-маньяк, а на самом деле я самый большой потерпевший. Я всё это видел и делал это всё, я страдал больше всех. Ну, что они видели, после всего пришли, поплакали, повизжали и всё, а я всё это делал. И этих детей невинных, которые смотрят на тебя, убивал и прочее, прочее. Это есть для нормального человека, как говорится, невозможно…
В 2010 году Анатолия Оноприенко посетили на территории исправительной колонии члены оперативно-целевой группы, проводящей расследование серии убийств, который совершил тогде еще не разоблаченный серийный убийца Владимир Куцененко, известный под прозвищем «Харцызский душитель». Криминалисты попросили Оноприенко помочь следствию в деле составления психологического портрета «Харцызского душителя». Однако несмотря, на то, что он согласился и активно работал со следователями, согласно их свидетельствам, в деле его разоблачения мало чем помог..

Из воспоминаний криминалиста-психолога Юрия Ирхина о беседе с Анатолием Оноприенко:
Восприняли наши беседы все маньяки серьезно, в том числе Оноприенко, хотя он из этой четверки был наименее общительным, открытым...В ходе наших разговоров мы давали маньякам смотреть некоторые материалы с места происшествия по харцызским эпизодам. Мало ли, вдруг, как в «Молчании ягнят», один маньяк поможет поймать другого. В результате Оноприенко, с вечера начитавшись этих материалов, написал нам на листе некие свои соображения по этому поводу, но, думаю, там мало что есть от реальности, скорее, это его фантазии, выдумки на «заданную» тему...

Из воспоминаний следователя Руслана Сушко о беседах с Оноприенко в 2010 году:
Поначалу Оноприенко поддерживал реноме шизофреника, развлекал собравшихся объяснением своей теории миллиарда пчел...Если погибает одна пчела, их общее число можно считать неизменным, и так далее...Я его слушал-слушал, потом понял – он теорию больших чисел излагает. Очень начитанный человек. Всю библиотеку в тюрьме перечитал. И есть у меня подозрение, что он был таким же шизофреником, как и мы с вами. Но и с Оноприенко в конечном итоге сработались. С душегубом скорешились

Незадолго до смерти он дал своё последнее интервью украинскому телеканалу ICTV. В нём он рассказал корреспондентке Юлии Крук о своих взглядах на произошедшие события многолетней давности. Оноприенко рассказал, что так до сих пор и не понял, почему убивал людей. Также он сказал, что не будет подавать прошений о помиловании и считает, что для него вполне допустима смертная казнь. Скептично относившийся к религии, Оноприенко за неделю до смерти вдруг решил исповедоваться у тюремного священника. Он покаялся и заявил о своём желании причаститься.
27 августа 2013 года около 17 часов по местному времени Оноприенко скончался от сердечной недостаточности в Житомирской тюрьме № 8. Оноприенко был похоронен за счёт государства в засекреченном месте. Экс-замминистра внутренних дел, бывший руководитель оперативно-следственной группы Виктор Король так среагировал на смерть Оноприенко:
На руках этого нелюдя кровь 52 невинных жертв, в том числе детей, даже младенцев, и это известие многие семьи пострадавших восприняли с облегчением, поскольку до сих пор боялись, что Оноприенко когда-нибудь выйдет из тюрьмы и снова примется за старое, тем более, что такое намерение он высказывал. Ему нет прощения — убивал безжалостно, жестоко, безоружных, спящих, немощных, получая от этого какое-то садистское удовлетворение. И не раскаялся. Теперь его нет, и слава Богу. Что заслужил, тем и закончил.

## Личная жизнь
«…Я понимаю, что совершил жестокие убийства. Свои действия я анализирую как врач, как психолог, как убийца, как судья, как прокурор. Но до сих пор не могу дать ответ на уровне человеческого понимания. Не только убийство этой бабушки, но и последующие. Этот вопрос зависит от высших сил. Я мог бы совершать убийства в маске, тогда не пришлось бы убивать детей. Психически я считаю себя очень полноценным человеком». Из признаний Оноприенко
Оноприенко не страдал от недостатка женского внимания, он умел нравиться противоположному полу. Во время работы на флоте он познакомился с официанткой Ириной, которая работала на лайнере. Известно, что он очень нежно ухаживал за ней. Потом она стала его сожительницей. У них родился сын, которого назвали Дмитрий. Однако спустя много лет Оноприенко скажет в интервью, что никогда не любил Ирину. После того, как Оноприенко был арестован по обвинению в убийстве, Ирина спрятала сына в другом городе у неизвестных людей. От мальчика пытались скрыть тот факт, что его отец серийный убийца, но он всё-таки об этом узнал, когда увидел его по телевизору.
В период активного совершения убийств, Оноприенко познакомился с 34-летней Анной Козак, разведённой женщиной, у которой были дочь (15 лет) и сын (6 лет). Её положение было очень тяжёлым, денег было очень мало. У Оноприенко же были деньги (почти все они были взяты у убитых жертв). Между ними возникла сильная любовь. Оноприенко души не чаял в её детях и постоянно делал им подарки. В планах Оноприенко была миграция с Анной и детьми в Грецию. Никто из них не догадывался о причастности Оноприенко к той панике, вызванной серийным убийцей.
Известие об аресте Оноприенко по обвинению в убийствах потрясло его родственников и знакомых. Все, кто его знал, начиная с родного брата и заканчивая друзьями детства, отзывались о нём как о весьма добром, воспитанном человеке. После суда Валентин Оноприенко навсегда отрёкся от брата. Пока Анатолий сидел, Валентин 17 ноября 2007 года умер в возрасте 61 года.
В 2021 году настоятель Киево-Печерской Лавры митрополит Павел (Лебедь) в интервью сериалу «Паломница», снятому Оксаной Марченко, заявил, что Анатолий Оноприенко ходил к нему на исповедь, сознавался ему в убийствах и предлагал сдать его в полицию, но Павел отказался и отпустил его грехи.

## Последствия
Дело Оноприенко стало уникальным случаем для правоохранительных органов Украины. Первоначально следствие велось очень несерьёзно, в результате чего маньяк не был арестован, что стало причиной гибели будущих жертв. У милиции Украины не было никакого опыта в расследовании преступлений, совершаемых маньяками. В результате чего по требованию министра внутренних дел Юрия Кравченко на Украине впервые в истории страны был создан специальный штаб, который занимался исключительно расследованием дела Оноприенко. Виктор Король позже признался, что уволил около 60 человек из органов за плохо проведённую работу.
По подозрению в преступлениях Оноприенко несколько раз арестовывались невиновные люди. Все они позже были отпущены, но один случай закончился трагедией. В марте 1996 года Служба безопасности Украины и специалисты прокуратуры задержали 26-летнего слесаря Юрия Мозолу как подозреваемого в нескольких зверских убийствах. В течение 3 дней 6 служащих Львовского СБУ и представитель прокуратуры «допрашивали» Мозолу в здании прокуратуры с помощью пыток огнём, электрическим током и избиениями. Мозола отказался признаться в преступлениях и умер во время пытки. Все 7 человек, ответственных за его смерть, были приговорены к тюремным срокам, а родителям убитого была выплачена крупная денежная компенсация.
В 2006 году в Ивано-Франковской области 64-летний пенсионер пытался шантажировать свою знакомую, послав ей письмо от имени Анатолия Оноприенко. В письме утверждалось, что маньяк похитил её дочерей и внука и теперь требует выкуп. Преступление вскоре было раскрыто, а мошенник был арестован.
В сентябре 2013 года в Киеве к пожизненному заключению был приговорён Евгений Балан (он же Эдуард Б.) по прозвищу «Фастовский маньяк». Осуждённый совершил 9 убийств, часть из которых на сексуальной почве. Маньяк на следствии признался, что хотел превзойти Анатолия Оноприенко.

## В массовой культуре
- Сюжет в новостях на канале ITV (февраль 1999)
- Об Оноприенко снят документальный фильм «Крест Оноприенко» из цикла «Чистосердечное признание» (2002)
- Biography. The Terminator: Anatoly Onoprienko (2007)
- Канал ТСН. Потрошители. Серия 1 (30 августа 2010)
- Единственное интервью серийного маньяка Оноприенко. «Чрезвычайные новости» (Телеканал ICTV) (2013)
- Тайны маньяка Оноприенко. Говорить Україна (2013)
- Killers: Behind the Myth. Onoprienko: The Terminator (S01E06) (2014)
- Оноприенко стал прототипом маньяка Ануфриева («Стрелок», роль исполняет Алексей Серебряков) в 15-й и 16-й серии телесериала «Метод».

### Комментарии
1. ↑  По словам Валентина Оноприенко.
2. ↑  Воспитательница детдома, где содержался Анатолий, позже рассказала журналистам, что их мать зарубил топором Юрий Оноприенко, причём сделал это на глазах у младшего сына; документальных подтверждений этой версии нет.
3. ↑  Позже Оноприенко скажет, что под их влиянием он стал совершать на Украине вторую серию убийств.